# 吼えろ鉄拳
『吼えろ鉄拳』（ほえろてっけん）は、1981年公開の日本のアクション映画。東映京都撮影所製作。監督：鈴木則文。主演：真田広之。真田にとって2作目の主演長編映画である。
香港、神戸市などを舞台に、真田扮する主人公が、肉親を謀殺した叔父と対決し、悪のシンジケートを追いつめ復讐を遂げる青春活劇。
封切り時の同時上映作品は『野菊の墓』（主演：松田聖子／監督：澤井信一郎）。

## キャスト
- 響譲次、日野原透（二役）：真田広之
- 日野原千尋：志穂美悦子
- 王麗花：山下美樹（新人）
- マルガリータ眉美：横山エミー
- テツ：黒崎輝

- 愛子：高野洋子
- 喜多川環：江月美穂
- ボクサー：ライナー・ゲッスマン
- 東南鬼：グレート小鹿
- 五十嵐覚：林彰太郎
- 崔斗憲：福本清三
- 王文元：中村錦司
- ウイリー張：笹木俊志
- 権藤：岩尾正隆
- 叶：高橋利道（JAC）
- 林夏峰：栗原敏（JAC）
- 楊の配下：鈴木弘道（JAC）
- シャドー甲賀1：井上清和（JAC）
- シャドー甲賀2：横山稔（JAC）
- 楊の配下：酒井努（JAC）
- シャドー甲賀6：稲田龍雄（JAC）
- シャドー甲賀4：猿渡幸太郎（JAC）
- シャドー甲賀5：甲斐道夫（JAC）
- シャドー甲賀7：剣持誠（JAC）
- シャドー甲賀8：山本享（JAC）
- シャドー甲賀9：佐藤浩（JAC）
- 楊の配下：卯木浩二（JAC）
- 黄氷勝：新海丈夫
- （役名なし）：吉澤高明
- 佐木：佐藤淳一
- 久子：堂園千秋
- ユキ：高山佳子
- （役名なし）：晴田マヤ子
- 梅子：岡島艶子
- （役名なし）：有島淳平
- （役名なし）：平河正雄
- 六匹の竜2：細川純一
- 勝目：白井滋郎
- 六匹の竜3：藤沢徹夫
- （役名なし）：矢部義章
- ティム：古野英雄
- マイク：妹尾友有
- （役名なし）：三木健作
- （役名なし）：石浦雅章
- 若いシスター：永野佳寿江
- 由利子：北田由利子
- （役名なし）：古川京子
- 中年のシスター：稲垣陽子
- クレジットなし
  - 六匹の竜1：木谷邦臣
  - シャドー甲賀3：喜多川務
  - 美人スクリプター：徳永真由美

- ボギー：南利明
- 三宮の三吉：大木こだま
- 白月狼：安岡力也
- 御子上大蔵：大塚剛
- 楊玄徳：遠藤太津朗
- 響鉄心：石橋雅史
- 熊沢青厳：田中浩
- スパルタカス：アブドーラ・ザ・ブッチャー
- 日野原一輝：成田三樹夫
- 太刀川俊介：千葉真一

## スタッフ
- 監督：鈴木則文
- 企画：日下部五朗、本田達男
- 脚本：鈴木則文、井上眞介、志村正浩
- 撮影：北坂清
- 照明：加藤平作
- 録音：荒川輝彦
- 編集：市田勇
- 美術：園田一佳

- 助監督：藤原敏之
- 記録：森村幸子
- 装置：太田正二
- 装飾：小谷恒義
- 背景：西村三郎
- 衣裳：東京衣裳
- 美粧・結髪：東和美粧
- 演技事務：藤原勝
- スチール：中山健司
- 音響効果：永田稔
- 擬斗：斉藤一之
- 宣伝担当：丸国艦、茂木俊之、小田和治
- 企画補：佐藤公彦
- 進行主任：野口忠志
- 協力：東映俳優センター

- 音楽：羽田健太郎
- 主題歌：真田広之『青春の嵐』（作詞・作曲：森雪之丞、編曲：大谷和夫、エピック・ソニー）
- フラメンコダンス指導：岡崎義隆
- 奇術指導：広瀬良雄
- 腹話術指導：小泉みつる
- ボクシング指導：権藤正雄
- 協力：
  - 住江織物株式会社
  - にっかつスタジオセンター六本木スタジオ
  - 京都鷹ヶ峰・ホテル然林房
  - 騎馬：岸本乗馬センター
  - 東港公司（香港電影特技公司）
  - サニー千葉エンタープライズ[4]
  - ジャパンアクションクラブ（J.A.C）
- アクション監修：千葉真一

## 製作の経緯
1980年11月に公開された真田広之の初主演映画『忍者武芸帖 百地三太夫』は、真田を本格的アクションスターとして売り出そうと企画された作品であったが、同作が興行不振に終わった後、同作の監督・鈴木則文が京都に来ていた岡田茂東映社長と飲み、そこで岡田から「真田広之でもう一本やらせろ。俺も責任があるから、真田の。絶対客来るから」と頼まれた。また千葉真一の「アクション映画を作りたい」という執念も承知しており、この二人の情熱と鈴木自身も「『忍者武芸帖 百地三太夫』一本で真田を終わらせたくない」という真田への愛情と責任感から本作の製作を決意した。

### 脚本
『忍者武芸帖 百地三太夫』が暗い復讐劇であるのに対して、本作は同じ復讐劇ではあるものの、笑いも取り入れたさわやかな作りとなっている。これはかつて『忍者武芸帖 百地三太夫』の脚本第一稿で岡田社長に却下された要素で、ジャッキー・チェン映画の影響である。

### キャスティング
真田と対決し、のちに仲間となる用心棒を演じたアブドーラ・ザ・ブッチャーは、プロレスラーとして当時大人気であった。

### 撮影
スタジオ撮影のほか、舞台となった香港、福井県越前海岸、神戸市（新港、三ノ宮駅前、異人館街、須磨離宮公園）、京都市（八坂神社前ほか市内の路上）で真田ら主要キャストによるロケーション撮影が行われた。

#### 香港ロケ
香港ロケは1981年5月13日から16日まで行われた。
5月13日にランタオ島での海上シーンの撮影。仇を追ってモーターボートで島に向かうシーンの撮影を予定していたが風が強く波も高かった。スタッフが鈴木監督に「吹き替えでやりましょう」と進言。真田は「香港くんだりまでロケにきて、吹き替えを使われたんじゃ、アクション・スターの名前に傷がつく」と怒り、「桃山城の天守閣（セット）から飛び降りたことを考えりゃ（『忍者武芸帖 百地三太夫』での撮影）、どうってことないですよ! 」と必死に鈴木に食い下がった。真田はどんな危険なシーンでも一度も吹き替えを使ったことはなく、一度でもスタントマンを使えば、映画を観るお客さんは「あれは別の人がやってるんだ、と思うに違いない、中学からJACに通い苦労したことが水の泡になってしまう」という自身のアクション・スターとしての誇りから鈴木を説き伏せた。モーターボートは時速80キロで吹き飛ばし、水煙で前は見えず、カメラも追えないスピードだった。撮影終了後はパンツまでぐっしょり濡れた。
5月14日、香港二階建てバスの屋根の上での決闘シーンの撮影。小雨が降りバスの屋根は濡れて滑りやすく、しかも想像以上に揺れが激しかった。撮影は香港のメインストリート・ネイザンロード。屋根から落ちれば、後続の車に確実に轢かれる。失敗は許されない。念入りに打ち合わせ後、30キロから40キロのスピードでバスを走らせアクションスタート。道路上に張り出した看板がやけに多く、そのたびに屋根に這いつくばらなくてはならない。突然本物のパトカーがサイレンを鳴らし追って来て、助手席の警官がピストルに手をやったため、バスが急停車。あやうく振り落とされそうになる。警官と話がつきロケが再開された。バスの屋根から看板に飛び移るシーンは一発で決めた。
5月15日、九龍城ロケ。ここは現地の人も怖がって足を踏み入れず、映画のロケ隊が入るのは初めてといわれた。香港の暗黒街を支配する大ボスに話をつけロケが許可された。人一人がやっと通れる細い路地ばかりで昼間なのに薄暗く異様な匂いが漂う。ロケ隊前で若い女がスカートを捲り上げ麻薬を注射したり、小さな子供までタバコを吸うような場所だった。鈴木はこれら香港ロケは、鈴木の友人でショウ・ブラザーズ副社長だった蔡瀾が裏から手をまわしてくれ、通常絶対撮影不許可のロケが敢行できたと述べている。
5月16日、水上レストランのシーンで香港ロケ終了。

#### 福井ロケ
6月12日、福井県三国町の東尋坊で岩場から20メートル下の海にダイブする撮影が行われた。真田が上記インタビューで言及した『忍者武芸帖 百地三太夫』の桃山城の場面では下にエアマットが敷いてあったが、この場面では海なので敷けず、さらに「潮が澄んでて海底の岩がよく見え」緊張する中で本番を迎えたが、無事ダイブに成功した。

## 作品の評価

### 興行成績
松田聖子主演『野菊の墓』との同時上映。松田は当時すでに人気が爆発しており、松田の主演第一作ということもあって映画製作中からマスメディアもよく取り上げパブリシティは充分だった。真田広之は1981年に入って「週刊セブンティーン」などのティーン雑誌にピンナップやグラビア、特集などで取り上げられるようになり、1981年の春頃から人気が急上昇し、その頃から「明星」や「近代映画」などのアイドル雑誌やティーン雑誌に度々グラビアや特集記事などで取り上げられるようになった。また、1981年7月から大正製薬のリポビタンDのCMに起用され「ファイト・一発！」シリーズで勝野洋とコンビを組み、お茶の間の知名度を上げた。急上昇した真田人気と松田人気もあり、同じ日に公開された東宝の超大作『連合艦隊』（配給収入19億円）と松竹の『男はつらいよ 浪花の恋の寅次郎』（配給収入13.1億円）を向こうに回して配給収入8億円、配給収入10億円のヒットを記録した。ただ、松田と真田のファン層が全く違ったため、一方の映画だけ観て、もう1本の方は観ないで帰ったといわれた。またファン層の年齢が低いため、東映が強かった午後3時以降の夜の入りが極端に悪かった。

### 批評
映画評論家・桂千穂は「主演スタア・真田広之青年のしなやかで強靭な肉体が、跳んだりハネたり登ったり格闘したりするのを見ているだけでワクワクした。邦画でこんな経験は絶えてなかった。プロットは至極単純だが篇中至るところで展開する真田とJACとの激闘ぶりは、まさしく観客への献身的サービスの極致であり、人間ワザとはとても思えぬ瞬間すら感じさせる。勿論、鈴木監督最近の作中でもずば抜けたまとまりとテンポを持つ。ほんの例外を除いては、前作『忍者武芸帖 百地三太夫』のようなお涙シーンやセックス描写で、話の展開を渋滞させる弊に陥ってない。ところどころ、笑いまで散りばめられているのも快い」などと評した。
二階堂卓也は「久しぶりに日本映画のイキのいいアクションを見ることができた。単に格闘場面のみならず、ギャグチックなど街頭での追っかけなど、映画はやはり動いていなければならない。ヤングに人気のあるという真田広之は、演技面はともかく、立ち回り、アクションだけはさすがに素晴らしい。マスクもまあまあだし、ゼイ肉のない筋肉質の肉体は一昔前の千葉真一を彷彿とさせる。真田とプロレスラー、ボクサー、達人との戦い、京都の町を疾駆する自転車をうまく使っての笑い、敵の巣窟に乗り込んでの大立ち回りは、カンフーの本場・香港映画も顔負けのスピーディかつ小気味良さを発揮している。久しぶりに見る東映現代活劇のエネルギーを感じさせる。しかしドラマの骨子が弱い。真田がアメリカで育ったという過去も本筋に全然生きていないし、香港＝麻薬という図式も旧態依然たるものだし、悪玉のボスの貧困から成り上がろうとする野望もみみっちい。悪が悪たるべき、善が善たるべきバックボーンが欲しい。真田が文字通り体を張って孤軍奮闘しているだけに、一本芯が通ってこそ、彼と悪党どものアクションも、より生きたのではないか。撮入前の脚本にもっと時間をかけてほしいのである。個人的にはヤング志向に、という今の、あるいは今後の東映路線には反対だ。この『吼えろ鉄拳』はともかく、併映が『野菊の墓』とは正に泣けてくる。なぜ東映が原作・伊藤左千夫なのか、なぜ松田聖子なのか。この会社の本質はやはり暴力とポルノだろう。これは昭和三十年代初期からあの三角マークを見続けてきた一人として素直な感想である」などと評している。
本作に先立つ1981年1月に日本で公開されたクリント・イーストウッド主演の『ダーティファイター 燃えよ鉄拳』との設定の類似性を指摘する論調があった（同作ではイーストウッド扮する主人公がオランウータンを連れており、本作でも真田が小型の猿を連れて世界を回る）。

### 後続作品への影響
本作は海外でも売れ、フランス語吹き替えで『Roaring Fire』というタイトルでソフトが発売された。海外のカンフー映画マニアの間でも高く評価されるJAC作品の一つといわれる。
1980年代に入ると大作一本立ての時代が来て、撮影所育ちでない監督の登用も増え、鈴木則文のような撮影所出身の監督が容易に映画を撮れない困難な時代になった。鈴木は1970年代後半に『トラック野郎』という鉱脈を掴み、東映の主力級監督になったが「トラック野郎シリーズ」が1979年で終わり1980年代に入ると、マンガ原作やアイドル映画、そして本作を含む千葉真一の主宰するJACと組んだ映画の量産でこれを乗り切っていく。鈴木自身も「"トラック野郎シリーズ"の突然の打ち切りは、懐かしい映画故郷〈アクション活劇〉への道をわたしに歩ませることになった」と述べている。